# Nomada fuscicincta
Nomada fuscicincta är en biart som beskrevs av Swenk 1915. Nomada fuscicincta ingår i släktet gökbin, och familjen långtungebin. Inga underarter finns listade i Catalogue of Life.